# Elisa Rasoanantenaina
Elisa Emma Patricia Rasoanantenaina Nomenjanahary (ur. 23 maja 1997) – madagaskarska zapaśniczka walcząca w stylu wolnym. Piąta na igrzyskach afrykańskich w 2023. Złota medalistka igrzysk Wysp Oceanu Indyjskiego w 2023. Piąta na mistrzostwach Afryki w 2020 i 2024. Wicemistrzyni igrzysk frankofońskich w 2017 i ósma w 2023 roku.